# Maïguizaoua
Maïguizaoua (auch: Maïguizawa, May Guézaoua, Mayguizawa, May Guizawa) ist ein Dorf in der Stadtgemeinde Tessaoua in Niger.

## Geographie
Das von einem traditionellen Ortsvorsteher (chef traditionnel) geleitete Dorf befindet sich rund 28 Kilometer nordöstlich des urbanen Zentrums von Tessaoua, der Hauptstadt des gleichnamigen Departements Tessaoua in der Region Maradi. Zu den Siedlungen in der näheren Umgebung von Maïguizaoua zählen Yamboyé im Nordwesten, Ourafane im Norden, Dan Djirgaou im Süden und Gouradjé im Südwesten.
Es herrscht das Klima der Sahelzone vor, mit einer durchschnittlichen jährlichen Niederschlagsmenge zwischen 300 und 400 mm.

## Bevölkerung
Bei der Volkszählung 2012 hatte Maïguizaoua 4603 Einwohner, die in 580 Haushalten lebten. Bei der Volkszählung 2001 betrug die Einwohnerzahl 1257 in 160 Haushalten und bei der Volkszählung 1988 belief sich die Einwohnerzahl auf 2657 in 359 Haushalten.
Die Bevölkerungsdichte in diesem Gebiet ist für nigrische Verhältnisse hoch.

## Wirtschaft und Infrastruktur
In Maïguizaoua wird ein Wochenmarkt abgehalten. Der Markttag ist Freitag. Der Markt wurde nach 1960, dem Jahr der staatlichen Unabhängigkeit Nigers, etabliert. Das Gebiet der Ebenen im südlichen Teil der Region Maradi, in dem die Siedlung liegt, ist von einer anhaltenden Degradation der ackerbaulichen Flächen gekennzeichnet, die mit der hohen Bevölkerungsdichte in Zusammenhang steht.
Im Dorf ist ein Gesundheitszentrum des Typs Centre de Santé Intégré (CSI) vorhanden, das über ein eigenes Labor und eine Entbindungsstation verfügt. Der CEG Maïguizaoua ist eine Schule der Sekundarstufe des Typs Collège d’Enseignement Général. Durch den Ort führt die 151,3 Kilometer lange Nationalstraße 45 zwischen dem Stadtzentrum von Tessaoua und Guézawa. Es handelt sich in diesem Abschnitt um eine einfache Piste.